# Lactobacillus psittaci
Lactobacillus psittaci è una specie di batterio appartenente alla famiglia delle Lactobacillaceae.